# Anthony Le Duey
Anthony Le Duey (El Havre, 14 de octubre de 1973) es un deportista francés que compitió en duatlón. Ganó una medalla de plata en el Campeonato Europeo de Duatlón de 2003, y una medalla de plata en el Campeonato Europeo de Duatlón de Larga Distancia de 2012.

## Palmarés internacional
| Campeonato Europeo | Campeonato Europeo | Campeonato Europeo | Campeonato Europeo |
| Año                | Lugar              | Medalla            | Prueba             |
| ------------------ | ------------------ | ------------------ | ------------------ |
| 2003               | Varallo ( Italia)  | Medalla de plata   | Individual         |

| Campeonato Europeo | Campeonato Europeo                | Campeonato Europeo | Campeonato Europeo |
| Año                | Lugar                             | Medalla            | Prueba             |
| ------------------ | --------------------------------- | ------------------ | ------------------ |
| 2012               | Horst aan de Maas ( Países Bajos) | Medalla de plata   | Individual         |